# 鄧碧珊
鄧碧珊（1874年—1930年7月），字辟寰，号铁肩子，江西省余干县龙津镇人，中華民國畫家，珠山八友之一，景德镇瓷上肖像画创始人。

## 生平
父亲以打铁为生，清末時考上秀才，早年在家教私塾，1911年废科举到饶州（今鄱阳县）陶业学堂任教，并尝试陶瓷绘画。1913年到到景德镇以字画为生，早期主要画山水，后绘瓷板肖像。他開开瓷板肖像画之先，並使用九宫格放大绘制肖像，吸收东洋画技法。他也擅长粉彩鱼藻，风格独特。
1930年7月，方志敏率紅軍掠奪景德镇，因鄧碧珊曾擔任訟師而将其杀害。

## 家庭
子孫多為陶瓷美术家，子邓锡龄擅人物、邓碧孙擅鱼藻、孫邓肖禹擅花鸟。